# Ambroise Dubois

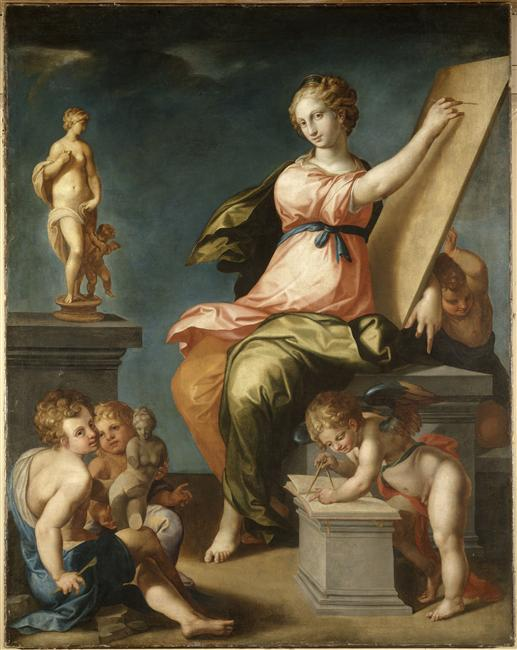
Alegoria malarstwa i rzeźby, Chateau de Fontainebleau

Ambroise Dubois (ur. 1543 w Antwerpii, zm. 29 stycznia 1614 w Fontainebleau) – malarz i grafik pochodzenia flamandzkiego czynny we Francji.
Jego życie zostało słabo poznane, urodził się w Antwerpii, ale dość wcześnie przeniósł się na stałe do Francji. Po raz pierwszy wzmiankowany jest w źródłach w 1595, gdy otrzymał zlecenie namalowania dekoracji w pałacu Fontainebleau, w 1601 uzyskał obywatelstwo francuskie i otrzymał tytuł szlachecki. Był malarzem dworskim Marii Medycejskiej i Henryka IV Burbona.
Ambroise Dubois był przedstawicielem drugiej Szkoły z Fontainebleau. Zajmował się malarstwem dekoracyjnym, malował głównie przedstawienia o tematyce mitologicznej i literackiej, rzadziej portrety. Był również cenionym rysownikiem. Na jego styl największy wpływ mieli manieryści włoscy Niccolò dell’Abbate i Francesco Primaticcio.
Największe zbiory prac Dubois’a znajdują się w pałacu w Fontainebleau.